# Ewa Gentry
Ewa Gentry és una concentració de població designada pel cens dels Estats Units a l'estat de Hawaii. Segons el cens del 2000 tenia 4.939 habitants.

## Demografia
Segons el cens del 2000, Ewa Gentry tenia 4.939 habitants, 1.734 habitatges, i 1.239 famílies La densitat de població era de 6033,89 habitants per km².
Dels 1.734 habitatges en un 44,4% hi vivien nens de menys de 18 anys, en un 59,6% hi vivien parelles casades, en un 7,5% dones solteres, i en un 28,5% no eren unitats familiars. En el 20,8% dels habitatges hi vivien persones soles l'1,2% de les quals corresponia a persones de 65 anys o més que vivien soles. El nombre mitjà de persones vivint en cada habitatge era de 2,85 i el nombre mitjà de persones que vivien en cada família era de 3,39.
Per edats la població es repartia de la següent manera: un 28,6% tenia menys de 18 anys, un 8,0% entre 18 i 24, un 45,1% entre 25 i 44, un 14,1% de 45 a 64 i un 4,2% 65 anys o més.
L'edat mediana era de 31,9 anys. Per cada 100 dones hi havia 104,34 homes. Per cada 100 dones de 18 o més anys hi havia 104,76 homes.
La renda mediana per habitatge era de 61.462 $ i la renda mediana per família de 70.633 $. Els homes tenien una renda mediana de 39.354 $ mentre que les dones 30.152 $. La renda per capita de la població era de 21.833 $. Aproximadament l'1,4% de les famílies i el 2,6% de la població estaven per davall del llindar de pobresa.

## Poblacions més properes
El següent diagrama mostra les poblacions més properes.